# Cycloramphus organensis
Cycloramphus organensis é uma espécie de anfíbio da família Cycloramphidae. Endêmica do Brasil, pode ser encontrada apenas no Parque Nacional da Serra dos Órgãos, no município de Petrópolis, estado do Rio de Janeiro.